# Aitor Etxaburu
Aitor Etxaburu Castro  (Éibar, 17 de junio de 1966) es un exbalonmanista y entrenador de balonmano español.
Internacional en 87 ocasiones, compitió con la selección en los Juegos Olímpicos de Barcelona 1992 y Atlanta 1996. 
En 2001 se retiró como jugador y pasó a entrenar al Bidasoa Irún. En la temporada 2010-2011 pasó a entrenar al Anaitasuna en División de Honor Plata. Desde 2022, dirige a la selección de balonmano de Chile.

## Trayectoria como jugador
- 1984-1986: J.D. Arrate

- 1986-1989: F.C. Barcelona

- 1989-1991: G.D. Teka

- 1991-1993: BM. Granollers

- 1993-2001: C.D. Bidasoa

## Palmarés como jugador
- 3 Liga ASOBAL (1987-1988) (1988-1989) (1994-1995)
- 3 Copa del Rey (1987-1988) (1988-1989) (1995-1996)
- 3 Copa ASOBAL (1987-1988) (1988-1989) (1990-1991)
- 1 Supercopa ASOBAL (1995-1996)
- 1 Copa de Europa (1994-1995)
- 2 Recopa de Europa (1989-1990) (1996-1997)

## Trayectoria como entrenador
- 2001-2003: C. D. Bidasoa
- 2007-2010: C. D. Bidasoa
- 2010-2014: S. C. D. R. Anaitasuna
- 2014-2015: Balonmano Bera Bera (femenino)
- 2015-2018: Billère Handball Pau Pyrénées
- 2022-actualidad: selección de balonmano de Chile